# Echinositus semilunaris
Echinositus semilunaris is een mosselkreeftjessoort uit de familie van de Paradoxostomatidae. De wetenschappelijke naam van de soort is voor het eerst geldig gepubliceerd in 1973 door Schornikov.